# Байгабил (Амангельдинський район)
Байгаби́л (каз. Байғабыл) — село у складі Амангельдинського району Костанайської області Казахстану. Адміністративний центр Байгабильського сільського округу.
У радянські часи село називалось Байгабул.
Населення — 608 осіб (2021; 851 у 2009, 1066 у 1999, 1118 у 1989).